# دینی-له-بن
دینی-له-بن (به فرانسوی: Digne-les-Bains) یک کمون در فرانسه است که در canton of Digne-les-Bains-Est واقع شده‌است.

## خصوصیات
دینی-له-بن ۱۱۷٫۰۷ کیلومترمربع مساحت و ۱۷٬۲۶۸ نفر جمعیت دارد و ۶۰۸ متر بالاتر از سطح دریا واقع شده‌است.

## خواهرخوانده
شهرهای باد مرگنت‌هایم، بورگومانرو، Douma, Lebanon و کاماایشی، ایواته خواهرخوانده‌های دینی-له-بن هستند.

## نگارخانه

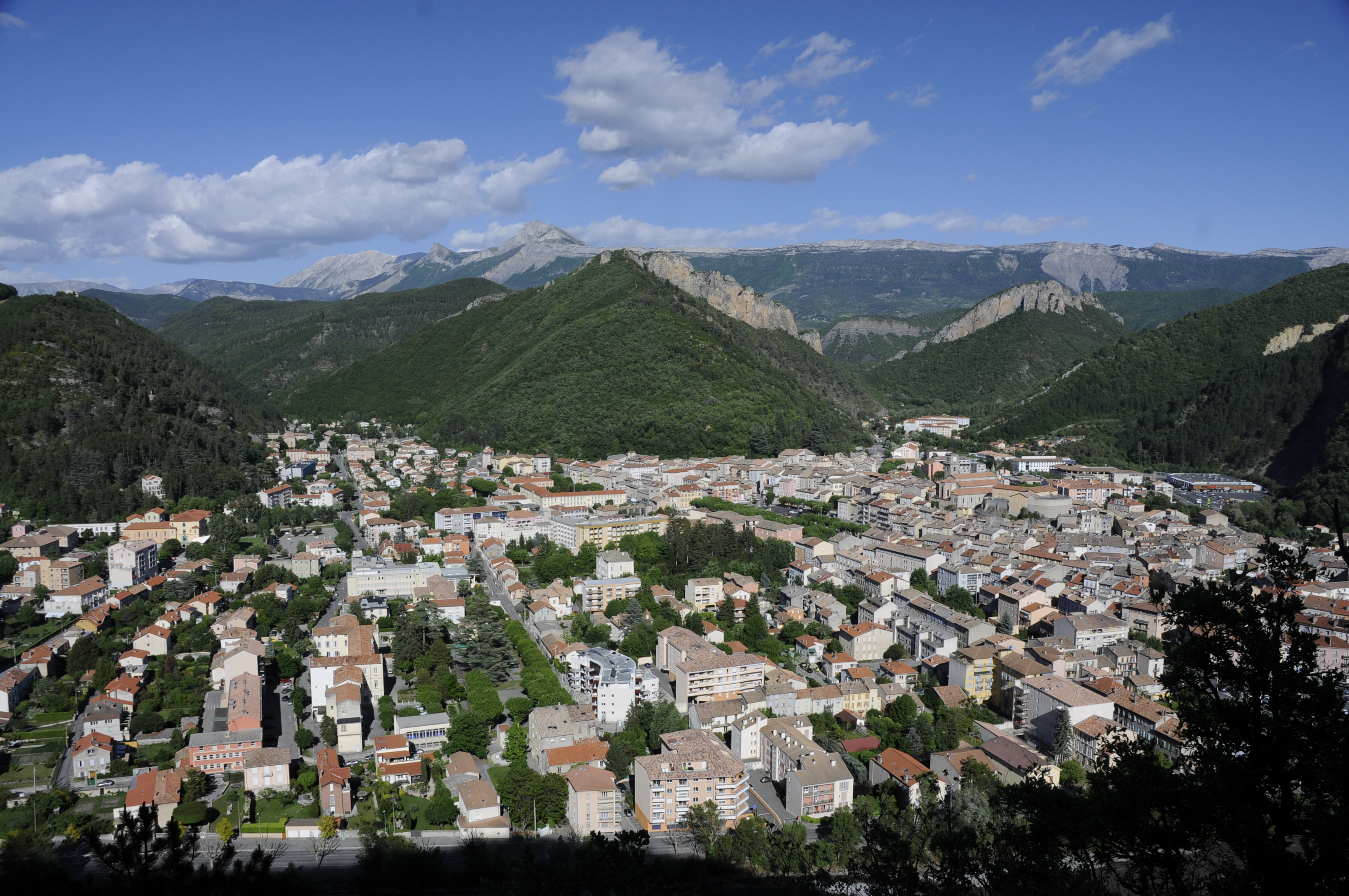
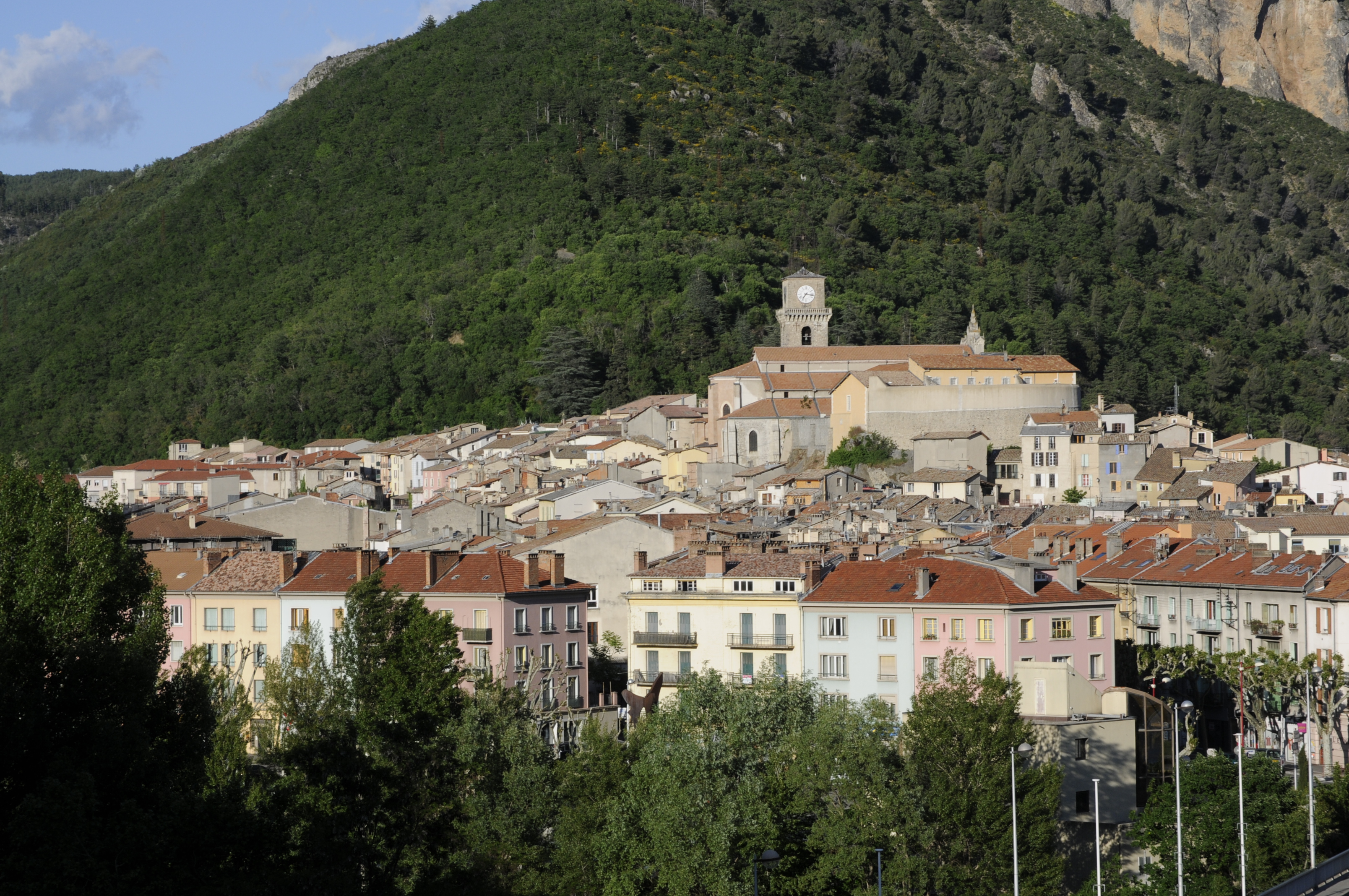
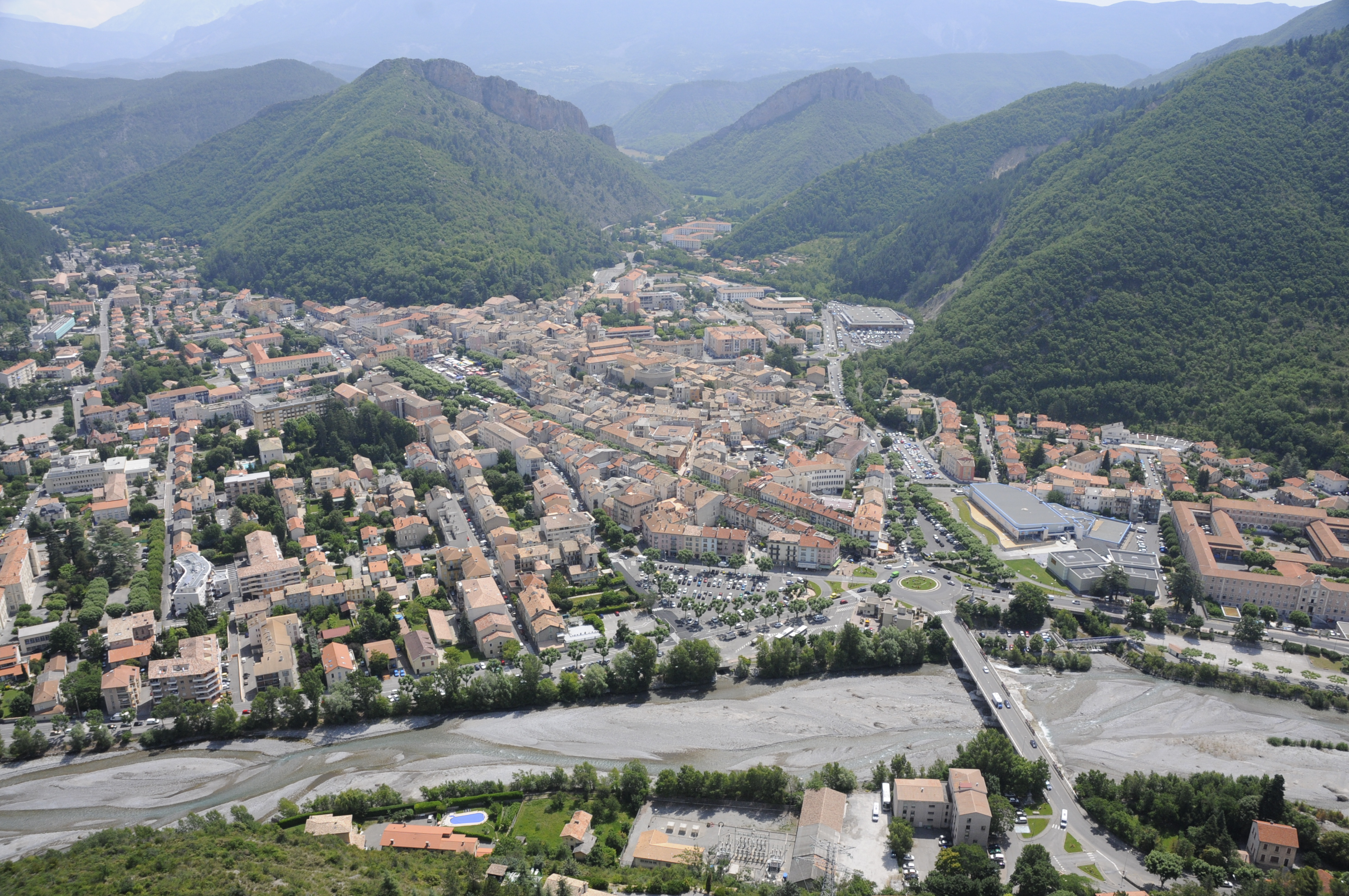
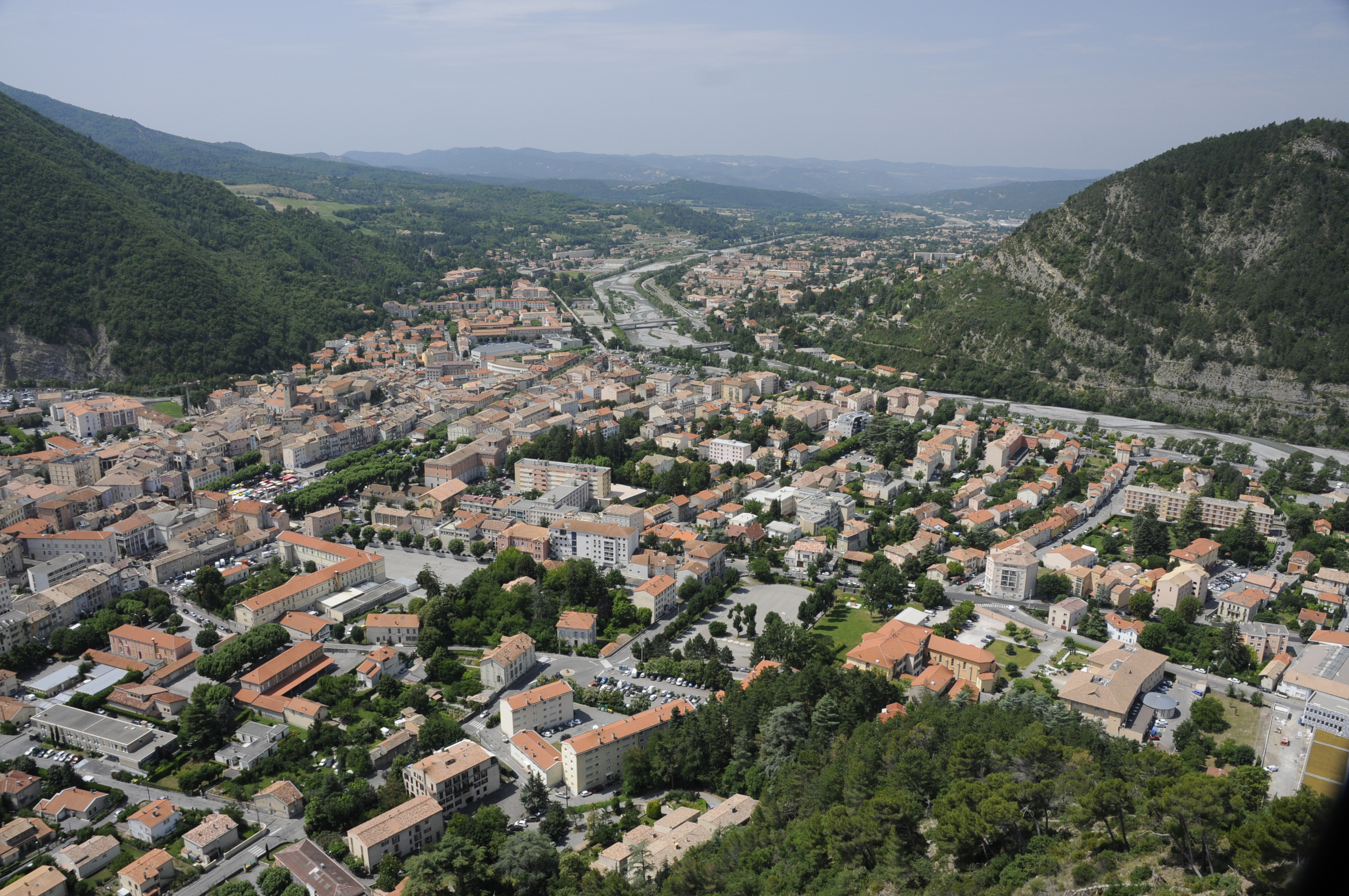